# Presqu'île La Bourdonnais
Pour les articles homonymes, voir La Bourdonnais.
La presqu'île La Bourdonnais est une presqu'île située au sud-ouest de Grande Terre, l'île principale de l'archipel des Kerguelen.

## Géographie

### Caractéristiques
Faisant partie de la péninsule Rallier du Baty, qu'elle délimite à l'est, la presqu'île La Bourdonnais est liée au reste de Grande Terre par une étroite bande de terre située au sud du lac Nathalie.
La presqu'île La Bourdonnais est entourée à l'est par la baie de la Table, à l'ouest par la baie de Chimay et son extension l'anse Duguay-Trouin. Elle fait face aux îles du Prince-de-Monaco situées dans la baie d'Audierne.

### Toponymie
Elle doit son nom – donné par la commission de toponymie des Kerguelen en 1966 – à l'amiral de France Bertrand-François Mahé de La Bourdonnais (1699-1753), très actif au XVIIIe siècle dans les établissements français de l'océan Indien (île de France et île Bourbon).